# Aston Martin DB6

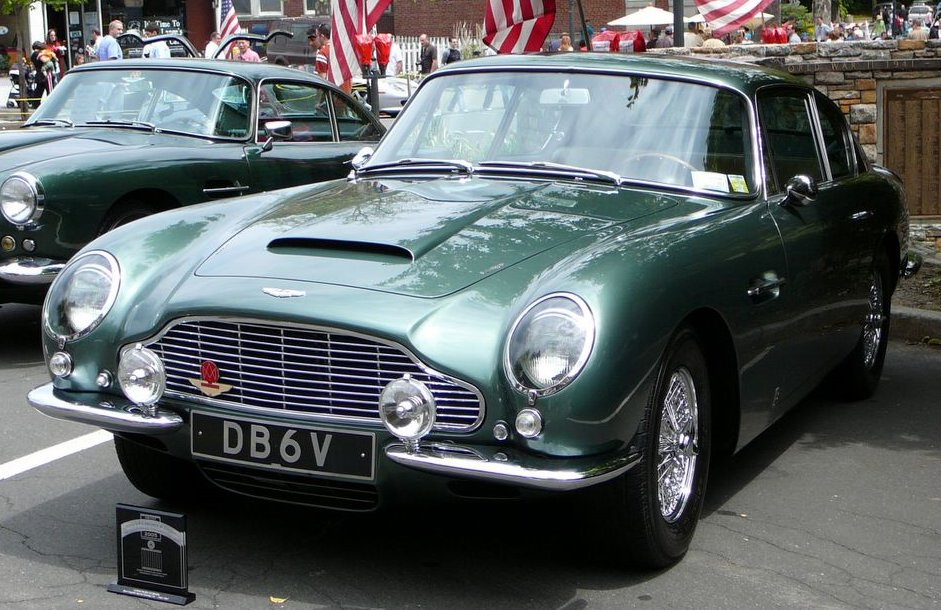
Aston Martin DB6 Vantage.

Aston Martin DB6 byl sportovní automobil třídy GT představený v září 1965 britskou automobilkou Aston Martin. Oproti svému předchůdci Astonu Martin DB5 měl vylepšenou aerodynamiku a motor. Poslední DB6 sjel z výrobního pásu počátkem ledna 1971. Ve své době to byl nejdéle vyráběný model Astonu Martin. 

## Technické údaje
- Pohotovostní hmotnost: 1474 kg
- Motor: 4,0 L (3995 cc)
- Výkon: 282 hp (210 kW) při 5500 ot / min (standardní motor)
- Výkon: 325 hp (242 kW) při 5750 ot / min (Vantage motor)
- Točivý moment: 400 N · m (295 ft · lbf) při 4500 ot. / min
- Nejvyšší rychlost: 241 km/h
- Zrychlení 0-60 mph: 8,4 s